# 法国流亡者 (1789-1815)

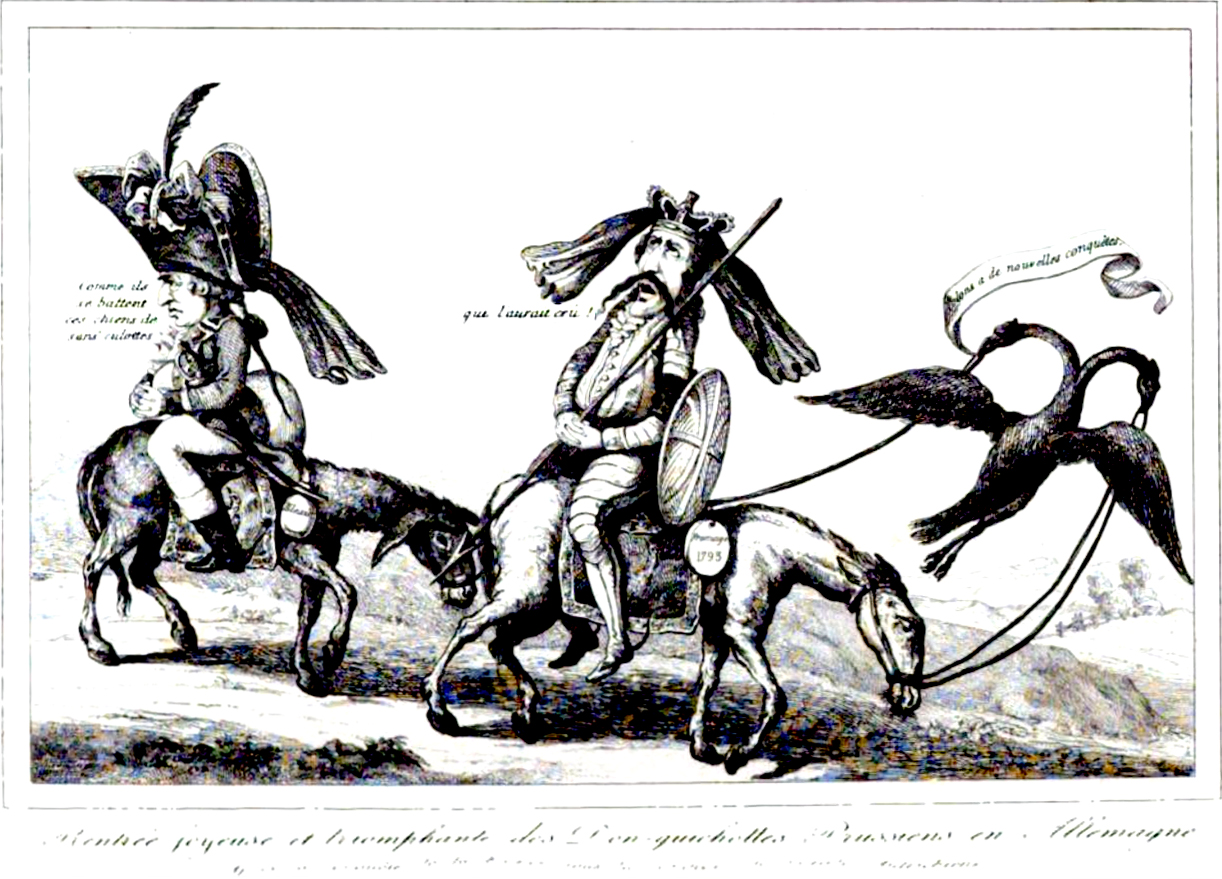
讽刺普鲁士国王和法国流亡贵族的漫画

流亡分子（法語：émigré，又译流亡者、亡命者），在1789年法国大革命中指代流亡国外的法国人，他们一般是保王党，绝大多数为贵族和高级教士。流亡分子分别聚集在王弟普罗旺斯伯爵和孔代亲王路易五世·约瑟夫·德·波旁的领导下进行反大革命的活动，谋求王朝复辟。1791年国民立法议会命令流亡分子限于1792年1月1日前回国，否则以叛国罪论处，1792年2月正式通过没收流亡分子财产的法令。据立法议会核实的名单，当时流亡分子约有3.2万人。在大革命中又有一批立宪派、吉伦特派和热月党人成为流亡分子，但他们与贵族和教士们的流亡性质不同。到拿破仑·波拿巴执政时，流亡分子已达15万。拿破仑执政后开始放宽对流亡分子的政策，1800年5月宣布除了自称路易十八的普罗旺斯伯爵之外的一切流亡分子都可回国，于是流亡分子开始大批返回法国。波旁复辟之后，所有流亡分子都返回了法国。